# Naš kanat je lip
Naš kanat je lip, poema kastavskog pjesnika Ljube Brgića koju posvećuje 70. godišnjici života Ivana Matetića Ronjgova. Godine 1956. Ivan Matetić Ronjgov uglazbljuje te stihove. U djelu je korišten citat narodnog napjeva Oj divojko.  Brgićev tekst predstavlja Matetićev glazbeni credo. 

Početni stihovi glase: 
```
   Naš kanat je lip
   i mi ga jako volimo,
   kako vino koga pijemo
   i kruh idemo....
```

Po poemi je nazvana glazbena manifestacija.